# Chruszczobród-Piaski
Chruszczobród-Piaski – wieś w Polsce położona w województwie śląskim, w powiecie zawierciańskim, w gminie Łazy.
| SIMC    | Nazwa    | Rodzaj    |
| ------- | -------- | --------- |
| 0216616 | Borowiec | część wsi |

W latach 1975–1998 miejscowość administracyjnie należała do województwa katowickiego.